# Kampung Baru (Pasar Kliwon)
Kampung Baru is een bestuurslaag in het regentschap Surakarta van de provincie Midden-Java, Indonesië. Kampung Baru telt 2676 inwoners (volkstelling 2010).